# 彼得羅夫斯基公園站
彼得羅夫斯基公園站（羅馬化：Petrovsky park）是莫斯科地鐵莫斯科大環線的車站，此站在2018年2月26日啟用。。彼得羅夫斯基公園站容許乘客前往迪納摩站轉乘莫斯科河畔線。